# Hen 2-47
Hen 2-47 (auch Hen 2-47) ist ein junger planetarischer Nebel im Sternbild Carina, der 6600 Lichtjahre entfernt ist.
Der Nebel wurde von Karl Gordon Henize 1967 katalogisiert, worin eine von Margaret Mayall 1951 publizierte Beobachtung referenziert ist.